# Trung Le Nguyen
Trung Lê Capecchi-Nguyễn (Palawan, 2 de juny de 1990), sovint escurçat Trung Le Nguyen i de sobrenom Trungles, és un autor de còmic vietnamita i estatunidenc. És conegut sobretot per la novel·la gràfica The Magic Fish, publicada per Random House Graphic el 2020.

## Vida primerenca i formació
Tot i que Nguyen va néixer a un camp de refugiats vietnamita a les Filipines el 1990, es va mudar als 2 anys als Estats Units i hi ha viscut des d'aleshores. Va començar a dibuixar còmics a l'institut, però va deixar-ho córrer a la universitat perquè ho veia com un passatemps i li semblava irreal com a carrera professional. El 2012, es va llicenciar a la Universitat Hamline en un grau d'Arts amb un minor en Història de l'Art.

## Carrera
Malgrat que de primeres pretenia treballar com a administrador artístic, finalment va decidir de perseguir la seva carrera vocacional: el còmic.
El 2017, va fer de jurat dels Premis Ignatz. Aquell mateix any, Oni Press va publicar el seu llibre d'acolorir Fauns & Fairies a l'empremta de còmics eròtics Limerence Press. El 2018, va col·laborar en l'antologia de còmics romàntics d'Image Comics Twisted Romance. L'octubre del 2020, Random House Graphic va publicar la seva novel·la gràfica de debut The Magic Fish, protagonitzada per un jove vietnamita immigrant i gai que estableix un lligam més fort amb els seus pares i aprèn anglès a través de contes de fades, en què hi ha un deix autobiogràfic.
El representa Kate McKean de l'Agència Literària Howard Morhaim.

## Estil
El seu art és notori per l'ús tradicional que fa de la tinta i del llapis, a més de referenciar l'imaginari vietnamita, el manga shojo i la literatura infantil clàssica. Algunes de les seves influències són Rose O'Neill, Heinrich Lefler i Harry Clarke.

## Reconeixements
El 2021, Nguyen va ser nominat al Premi Eisner com a Millor Autor o Artista. D'afegitó, The Magic Fish va guanyar dos Premis Harvey: el de Llibre de l'Any i el de Millor Llibre Infantil o Juvenil. Va tenir una posició força alta en la Rainbow List de l'American Library Association el 2021, i va ser seleccionat com un dels millors llibres del 2020 per The Globe and Mail, la Biblioteca Pública de Nova York, i Nerdist.

## Vida personal
Nguyen és gai, no-binari, i utilitza tant el pronom he (tradicionalment masculí) com they (marcadament neutre) en anglès.
Actualment, resideix a Minneapolis amb tres gallines d'animal de companyia. És un amant dels contes de fades, dels dibuixos animats i de les comèdies romàntiques.

## Obra destacada
- The Magic Fish (Random House Graphic, 2020)[9]
- Star Spinner Tarot (Chronicle Books, 2020)[20]
- Twisted Romance #4 (Image Comics, 2018)[7]
- Adventure Time Marshall Lee Spectacular (Boom! Studios, 2018)[21]
- Fauns & Fairies: The Adult Fantasy Coloring Book (Limerence Press, 2017)[6]